# سيدي شعيب (سيدي بلعباس)
سيدي شعيب بلدية جزائرية في ولاية سيدي بلعباس شمال غرب الجزائر، تقع بين بلدية تملاكة والضاية.

## وصلات أخرى

### وصلات داخلية
- ولاية سيدي بلعباس

### وصلات خارجية
- سيدي بلعباس أنفو